# Wulsbüttel
Wulsbüttel là một đô thị ở huyện huyện Cuxhaven, trong bang Niedersachsen, nước Đức. Đô thị Wulsbüttel có diện tích 38,25 km².
Wulsbüttel thuộc Tổng giáo phận Bremen, lập năm 1180.